# Maxi Herber
Maxi Herber, född 8 oktober 1920 i München, död 20 oktober 2006 i Garmisch-Partenkirchen, var en tysk konståkare.
Herber blev olympisk guldmedaljör i konståkning vid vinterspelen 1936 i Garmisch-Partenkirchen.